# Elaeagnus umbellata
Elaeagnus umbellata é uma espécie de planta com flor pertencente à família Elaeagnaceae. Ela é nativa do leste da Ásia, desde os Himalaias até o Japão. A espécie, desde então, se alastrou por muito da Europa e dos Estados Unidos, incluindo o Arquipélago dos Açores. 
A autoridade científica da espécie é Thunb., tendo sido publicada em Systema Vegetabilium. Editio decima quarta 164. 1784.

## Protecção
Não se encontra protegida por legislação portuguesa ou da Comunidade Europeia.